# Scott Morgan
Pas d'image ? Cliquez ici

a Compétitions nationales et continentales officielles uniquement.

b Matchs officiels uniquement.
Dernière mise à jour le 21 juillet 2011.
Scott Morgan, né le 17 octobre 1978 à Neath, est un joueur de rugby à XV, qui joue avec l'équipe du pays de Galles et qui évolue au poste de deuxième ligne. Depuis 2010, il joue avec les Newport Gwent Dragons.

## Carrière
Il joue avec les Cardiff Blues en coupe d'Europe et en Celtic League de 2006 à 2010 avant de rejoindre les Newport Gwent Dragons. Il obtient sa première et unique cape internationale le 2 juin 2007 contre l'équipe d'Australie.

## Statistiques en équipe nationale
- 1 sélection
- Sélections par année : 1 en 2007
- Tournoi des Six Nations disputé :  aucun.